# وحدت‌آباد (بردسیر)
وحدت‌آباد روستایی در دهستان نگار بخش نگار شهرستان بردسیر استان کرمان ایران است.

## جمعیت
بر پایه سرشماری عمومی نفوس و مسکن در سال ۱۳۹۵ جمعیت این روستا کمتر از ۳ خانوار بوده‌است.